# 沃夫切 (波克羅夫西克區)
47°56′43″N 36°23′24″E / 47.94528°N 36.39000°E
沃夫切（烏克蘭語：Вовче），是烏克蘭的村落，位於該國中部第聶伯羅彼得羅夫斯克州，由波克羅夫西克區負責管轄，處於沃夫恰河左岸，分別距離安德里伊夫卡2公里、季赫2.5公里和奧列斯托皮利3.5公里，海拔高度100米，2001年人口13。